# 范崇嬿
范崇嬿（1944年5月18日—），女，辽宁海城人，中华人民共和国少年儿童教育专家，中华全国妇女联合会原常务委员。

## 生平
1961年毕业于沈阳市和平区师范学校，后任沈阳市和平区南宁幼儿园、南宁小学教师。1979年晋升为省特级教师，同年被授予全国三八红旗手标兵称号。
1980年加入中国共产党。1982年后任沈阳市妇联副主任、沈阳市人民政府副市长。